# Rhynchosia schomburgkii
Rhynchosia schomburgkii är en ärtväxtart som beskrevs av George Bentham. Rhynchosia schomburgkii ingår i släktet Rhynchosia och familjen ärtväxter. Inga underarter finns listade i Catalogue of Life.